# Foiano di Val Fortore

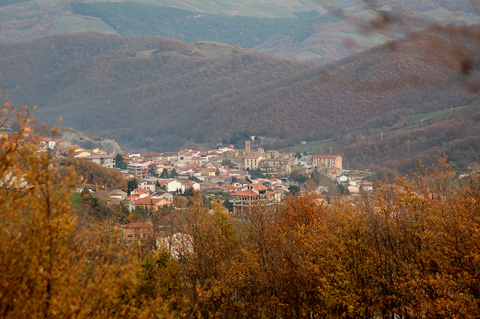
Foiano di Val Fortore

Foiano di Val Fortore ist eine Gemeinde in Italien in der Region Kampanien in der Provinz Benevento mit 1327 Einwohnern (Stand 31. Dezember 2023). Sie ist Mitglied der Bergkommune Comunità Montana del Fortore.

## Geographie

Lage von Foiano di Val Fortore in der Provinz Benevento

Die Gemeinde liegt etwa 40 km östlich der Provinzhauptstadt Benevento am Fluss Fortore. Die Nachbargemeinden sind Baselice, Molinara, Montefalcone di Val Fortore, Roseto Valfortore (FG), San Bartolomeo in Galdo, San Giorgio La Molara und San Marco dei Cavoti. Die Ortsteile lauten Frassineta, Ponte Carboniera und Serra Verdito.

## Wirtschaft
Die Gemeinde lebt hauptsächlich von der Landwirtschaft.